# Jubalda (Monarquia Lusitana)
Jubalda sucede a Ibero e faz parte da lista de reis lendários mencionados por vários autores portugueses e espanhóis, entre o Séc. XVI e XVIII, por exemplo, Florián de Ocampo ou Bernardo de Brito.
Bernardo de Brito atribui-lhe um período exacto (1970 a.C. - 1906 a.C.).
É descrito no Capítulo 5 da Monarchia Lusytana:
" Do reino de Jubalda em Espanha e do que se fez neste tempo em Lusitania".